# Topi Sorsakoski
Topi Sorsakoski, vlastním jménem Pekka Erkki Juhani Tammilehto (27. října 1952, Ähtäri, Finsko – 13. srpna 2011) byl finský zpěvák. Od poloviny 80. let 20. století vystupoval především se skupinou Agents. Toto hudební uskupení opustil na počátku 90. let 20. století, kdy započal svou sólo dráhu. V roce 2007 se znovu spojil se skupinou Agents, načež společně vydali studiové album Renegades. Zpíval finsky a anglicky. Jeho hudba je známá z filmů Akiho Kaurismäkiho.

## Diskografie

### Alba
- Hurmio (1985)
- Topi Sorsakoski & Agents: In Beat (1986)
- Topi Sorsakoski & Agents: Besame Mucho (1987)
- Topi Sorsakoski & Agents: Pop (1988)
- Topi Sorsakoski & Agents: Half and Half (1990)
- Yksinäisyys (1991)
- Topi Sorsakoski & Reijo Taipale: Kulkukoirat (1992)
- Iltarusko (1993)
- Yksinäisyys osa 2 (1995)
- Kalliovuorten kuu (1997)
- Evergreens (1999)
- Muukalainen (2000)
- Topi Sorsakoski & Kulkukoirat: Luotu lähtemään (2002)
- Topi Sorsakoski & Kulkukoirat: Jossakin... Suomessa (2005)
- Topi Sorsakoski & Agents: Renegades (2007)
- Itse asiassa (2009)